# لاین سلوین
لاین سلوین (انگلیسی: Laine Selwyn؛ زادهٔ ۱۶ مهٔ ۱۹۸۱) بازیکن بسکتبال اهل ایالات متحده آمریکا است.